# T.C. Ziraat Bankası Spor Kulübü
Il T.C. Ziraat Bankası Spor Kulübü è una società pallavolistica maschile turca, con sede ad Ankara: milita nel campionato turco di Efeler Ligi.

## Storia
Il T.C. Ziraat Bankası Spor Kulübü viene fondato nel 1981 come club dell'omonima banca statale. Ad inizio anni novanta raggiunge i primi risultati importanti della propria storia, disputando due finali consecutive di Coppa di Turchia, perse entrambe contro l'Eczacıbaşı, e classificandosi al terzo posto in campionato nel 1990. Sei anni dopo è per la prima volta finalista nella Voleybol 1. Ligi, arrivando secondo solo allo Halkbank.
Dopo aver perso la finale di Coppa di Turchia del 2009, vince la finale successiva contro il Galatasaray, aggiudicandosi il primo trofeo della propria storia; grazie a questa vittoria partecipa per la prima volta alla Supercoppa turca, battendo in quattro set il Fenerbahçe.
Nell'annata 2020-21 si aggiudica il primo scudetto della propria storia, sconfiggendo il Fenerbahçe: grazie a questo successo partecipa alla Supercoppa turca 2021, conquistando il trofeo ai danni dello Spor Toto, prima di aggiudicarsi un altro scudetto, stavolta battendo l'Halkbank. Conquista quindi la sua terza supercoppa contro l'Arkas e il terzo scudetto consecutivo, seguiti dalla quarta affermazione in Supercoppa.
Nella stagione 2024-25 conquista il suo primo titolo internazionale superando l'Asseco Resovia nella doppia finale di Coppa CEV.

## Rosa 2023-2024
| N° | Nome              | Ruolo | Data di nascita   | Nazionalità sportiva |
| -- | ----------------- | ----- | ----------------- | -------------------- |
| 1  | Matthew Anderson  | S     | 18 aprile 1987    | Stati Uniti          |
| 2  | Wouter ter Maat   | O     | 7 maggio 1991     | Paesi Bassi          |
| 4  | Abdulsamet Yalçın | S     | 25 gennaio 2000   | Turchia              |
| 7  | Bedirhan Bülbül   | C     | 29 luglio 1999    | Turchia              |
| 9  | Hacı Şahin        | C     | 1º gennaio 2000   | Turchia              |
| 10 | Arslan Ekşi       | P     | 17 luglio 1985    | Turchia              |
| 12 | Bennie Tuinstra   | S     | 13 settembre 2000 | Paesi Bassi          |
| 13 | Burakhan Tosun    | C     | 17 gennaio 1998   | Turchia              |
| 14 | Faik Güneş        | C     | 27 maggio 1993    | Turchia              |
| 15 | Oreol Camejo      | S     | 21 luglio 1986    | Paesi Bassi          |
| 17 | Luciano Vicentín  | S     | 4 aprile 2000     | Argentina            |
| 19 | Berkay Bayraktar  | L     | 3 luglio 1997     | Turchia              |
| 22 | Eray Kursav       | S     | 22 febbraio 2002  | Turchia              |
| 27 | Burak Topçu       | P     | 7 maggio 2002     | Turchia              |
| 28 | Oğulcan Yatgın    | P     | 28 aprile 1997    | Turchia              |

## Palmarès
- Campionato turco: 3

2020-21, 2021-22, 2022-23
- Coppa di Turchia: 1

2009-10
- Supercoppa turca: 4

2010, 2021, 2022, 2023
- Coppa CEV: 1

2024-25
- BVA Cup: 1

2018